# Anna Costenoble

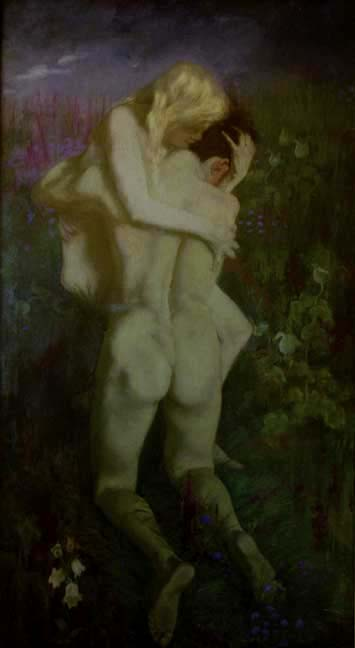
Tristan und Isolde, 1900, Öl auf Leinwand, signiert; Dieses Bild war der Beitrag Costenobles zur Berlin Secession-Ausstellung des Jahres 1900.

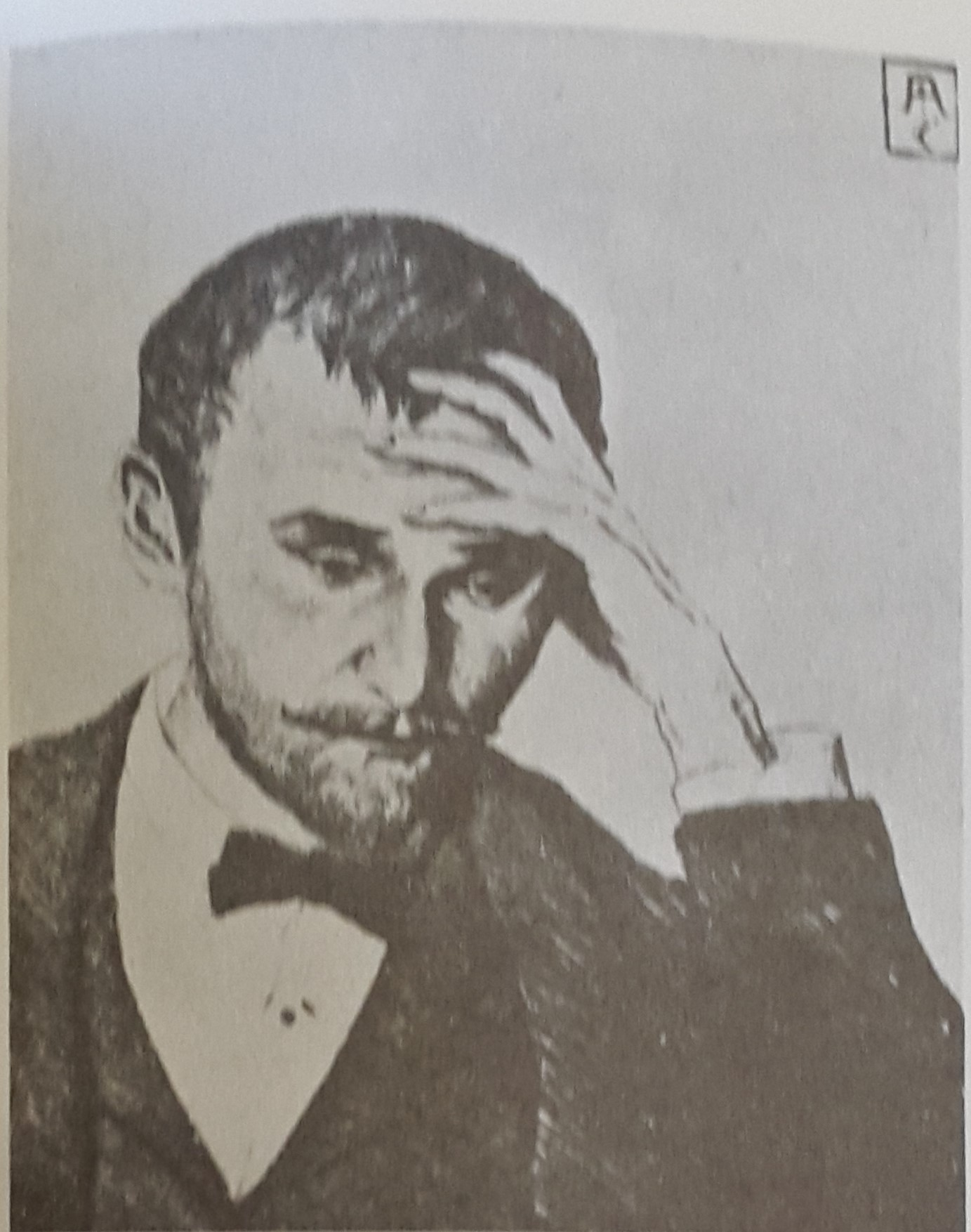
Stanisław Przybyszewski (1895)

Anna Costenoble (* 21. Februar 1863 in Danzig, Preußen; † 20. Mai 1930 in Berlin) war eine deutsche Malerin und Illustratorin. 

## Leben
Sie studierte 1883 bei Karl Gussow in München und wechselte 1888 nach Berlin. Die Künstlerin hatte Ausstellungen bei der Wiener Secession 1899 und bei der Berliner Secession 1900, 1901, 1908. Im Jahr 1907 erschienen ihre Illustrationen zu Penthesileia. Sie wird dem Friedrichshagener Dichterkreis zugerechnet.

## Werke
- Penthesileia. Ein Frauenbrevier für männerfeindliche Stunden. 1907.